# Солнечногорськ (міське поселення)
Міське поселення Солнечногорськ (рос. Солнечногорск) – міське поселення у Московській області Росії, Солнечногорському районі, його центром є місто Солнечногорськ. Розташоване на Клинсько-Дмитрівській гряді, на березі озера Сенежське, на відстані 65 км на північний захід від Москви. Залізнична станції Подсолнечная.

## Символіка
Міське поселення має власну символіку – герб та прапор. Основні геральдичні кольори синій, жовтий та білий. Основною геральдичною фігурою є зображення сяючого сонця. Міську символіку ухвалено 10 червня 2008 року.  

## Міський округ
До міського міського поселення Солнечногорськ, окрім самого міста входить 24 села та селища, щоправда значна частина з яких, або взагалі не має населення, або там живе менше 10 людей. 
До складу міського поселення входять такі населені пункти (у дужках кількість населення станом на 2011 рік)
- село Бедово (4)
- село Вельєво (1)
- село Гигирьово (0)
- селище будинку відпочинку Володимира Ілліча (222)
- село Дубиніно (40)
- село Загор'є (13)
- село Заовраж'є (4)
- село Захар'їно (1)
- село Зеленіно (1)
- село Карпово (15)
- село Мостки (1)
- село Осипово (29)
- село Редіно (27)
- село Рекіно-Хрести (32)
- село Ригіно (0)
- селище санаторію Міністерства оборони (1616)
- селище Сенеж (364)
- село Скородумки (13)
- село Снопово (13)
- село Талаєво (20)
- село Тимоново (157)
- село Федино (0)
- село Хметьєво (142)
- село Чепчиха (6)

## Населення
| Рік  | тис. чол | рік  | тис. чол | рік  | тис. чол | рік  | тис. чол |
| ---- | -------- | ---- | -------- | ---- | -------- | ---- | -------- |
| 1931 | 4.3      | 1986 | 53       | 2003 | 58.4     | 2012 | 53.1     |
| 1939 | 13.5     | 1989 | 55.6     | 2005 | 58.0     | 2013 | 53.0     |
| 1959 | 24.2     | 1992 | 57       | 2006 | 57.5     | 2014 | 52.8     |
| 1967 | 30       | 1996 | 58.0     | 2007 | 57.2     | 2015 | 52.6     |
| 1970 | 33.5     | 1998 | 58.1     | 2008 | 56.7     |      |          |
| 1979 | 48.0     | 2000 | 58.0     | 2010 | 57.1     |      |          |
| 1982 | 51       | 2001 | 57.6     | 2011 | 52.9     |      |          |